# Марвін Акахомен
Марвін Акахомен (англ. Marvin Akahomen; нар. 15 липня 2007) — швейцарський футболіст, захисник клубу «Базель».

## Клубна кар'єра

### «Базель»
Виступав за юнацьку команду «Аффольтерн», після чого 2020 року приєднався до системи «Грассгоппера», звідки 2021 року перейшов до академії «Базеля».
30 квітня 2023 року дебютував в основному складі «Базеля» в матчі Суперліги проти «Вінтертуру», вийшовши на заміну Ріккардо Калафйорі. У віці 15 років і 285 днів став третім наймолодшим гравцем в історії чемпіонату Швейцарії після Ендогана Аділі та Саши Штудера. Окрім цього став наймолодшим захисником швейцарської Суперліги.
14 березня 2024 року підписав з «Базелем» контракт, що розрахований до літа 2026 року. 15 жовтня 2024 року англійська газета The Guardian назвала його одним з 60-ти найкращих футболістів світу 2007 року народження.

#### Оренда у «Віль»
7 січня 2025 року на правах оренди перейшов у «Віль» до кінця сезону. 31 січня дебютував за нову команду в матчі Челендж-ліги проти «Ксамакса», вийшовши на заміну Янніку Шміду. 16 березня 2025 року в поєдинку проти «Аарау» забив свій перший гол у професіональній кар'єрі. 1 квітня 2025 року достроково повернувся з оренди в «Базель», за час якої провів 5 зустрічей, відзначившись одним м'ячем.

## Кар'єра в збірній
Народився у Швейцарії, але має нігерійське походження. Виступав за збірні Швейцарії до 15, до 16, до 17, до 18 і до 19 років. В травні 2023 року виступав за збірну до 17 років на юнацькому чемпіонаті Європи в Угорщині. На турнірі провів 5 матчів, відзначившись м'ячем проти збірної Хорватії, а його команда в підсумку посіла 5-те місце.

## Статистика виступів
Станом на 12 квітня 2025
| Клуб              | Сезон             | Чемпіонат         | Чемпіонат | Чемпіонат | Кубок | Кубок | Єврокубки | Єврокубки | Інші  | Інші | Всього | Всього |
| Клуб              | Сезон             | Дивізіон          | Матчі     | Голи      | Матчі | Голи  | Матчі     | Голи      | Матчі | Голи | Матчі  | Голи   |
| ----------------- | ----------------- | ----------------- | --------- | --------- | ----- | ----- | --------- | --------- | ----- | ---- | ------ | ------ |
| Базель            | 2022–23           | Суперліга         | 2         | 0         | 0     | 0     | —         | —         | —     | —    | 2      | 0      |
| Базель            | 2023–24           | Суперліга         | 1         | 0         | 0     | 0     | —         | —         | —     | —    | 1      | 0      |
| Базель            | 2024–25           | Суперліга         | 2         | 0         | 0     | 0     | —         | —         | —     | —    | 2      | 0      |
| Базель            | Всього            | Всього            | 5         | 0         | 0     | 0     | 0         | 0         | 0     | 0    | 5      | 0      |
| → Віль            | 2024–25           | Челендж-ліга      | 5         | 1         | 0     | 0     | —         | —         | —     | —    | 5      | 1      |
| Всього за кар'єру | Всього за кар'єру | Всього за кар'єру | 10        | 1         | 0     | 0     | 0         | 0         | 0     | 0    | 10     | 1      |

## Досягнення
«Базель»
- Чемпіон Швейцарії: 2024–25[25]
- Володар Кубка Швейцарії: 2024–25[26]